# Melchiorre De Filippis Delfico
Melchiorre De Filippis Dèlfico (Teramo, 28 marzo 1825 – Portici, 22 dicembre 1895) è stato un compositore, cantante lirico, librettista e caricaturista italiano.

## Biografia
Terzo figlio di Gregorio De Filippis Dèlfico, conte di Longano, che unì il suo cognome a quello della moglie Marina Dèlfico, unica figlia di Orazio e ultima rappresentante della sua famiglia.
Melchiorre compì i suoi primi studi a Teramo dove fu allievo del pittore Pasquale Della Monica. Si trasferì giovanissimo a Napoli per completare la formazione ma nel capoluogo partenopeo fissò la sua definitiva residenza. Si sposò con Concetta Sposito dalla quale ebbe dieci figli.
Nell'ultimo decennio borbonico rivestì non meglio precisati incarichi nel Ministero dell'Interno, nonostante i suoi fratelli, Troiano e Filippo, fossero fin dal 1848 noti cospiratori costretti all'esilio e nonostante la stessa madre Marina svolgesse attività antiborbonica.
In campo musicale si espresse sia come compositore che come esecutore. Fu cantante lirico, spesso salito agli onori delle cronache per le sue improvvisazioni canore e per i suoi virtuosismi.
La sua fama è legata tuttavia principalmente all'attività di caricaturista. Collaborò a numerosi periodici italiani e stranieri, “L'Arlecchino”, “L'Omnibus”, il londinese “Vanity Fair”, la “Strenna dello Stenterello”, il “Caporale terribile”, e realizzò decine di Album, molti dei quali finanziati in proprio. Fu per anni in amicizia con Giuseppe Verdi, al quale dedicò numerose caricature che si ritrovano pubblicate nelle principali biografie verdiane, serie delle quali è conservata al Museo Verdiano Casa Barezzi di Busseto.
Album, manoscritti e documenti sono conservati a Teramo presso la Biblioteca Provinciale M. Dèlfico e presso il locale Archivio di Stato. Sempre a Teramo, in uno degli archivi privati di famiglia, si conservano circa venti tavole acquerellate con una autobiografia caricaturata.

## Opere

### Composizioni teatrali
- Il carceriere del 1793, melodramma semiserio, libretto di Domenico Bolognese (Napoli, Teatro Nuovo, estate 1845)
- Il marito di un'ora, libretto di Andrea Passaro (Napoli, Teatro Nuovo, ottobre 1850)
- Il consiglio di reclutazione (Napoli, Teatro Nuovo, giugno 1853)
- Il maestro Bombardone, opera buffa, libretto del compositore (Teatro della società filarmonica, 28 aprile 1870)
- Il ritorno a Parigi dopo la guerra, opera buffa, libretto del compositore (Teatro della società filarmonica, 19 aprile 1872)
- La fiera, melodramma giocoso (Napoli, Teatro Mercadante, 20 agosto 1872)
- Isolina o Il parafulmine, commedia per musica, libretto di Antonio De Lerma (Teatro della società filarmonica, 25 marzo 1876)

### Musica sacra
- Barac, Azione sacra (Teramo, per la festa della Madonna delle Grazie e del Santo Patrono, 1856)

### Caricature
Sono innumerevoli, pubblicate in periodici o raccolte in album. Tra le più note si ricordano Il Carnevale del 1861; Mondo vecchio. Mondo nuovo, Album di caricature in 24 tavole, litografie a colori, 1861; Album per ridere, 1869; Strenna dello Stenterello, 1874; Pompei, 1891.